# Обнажение (геология)

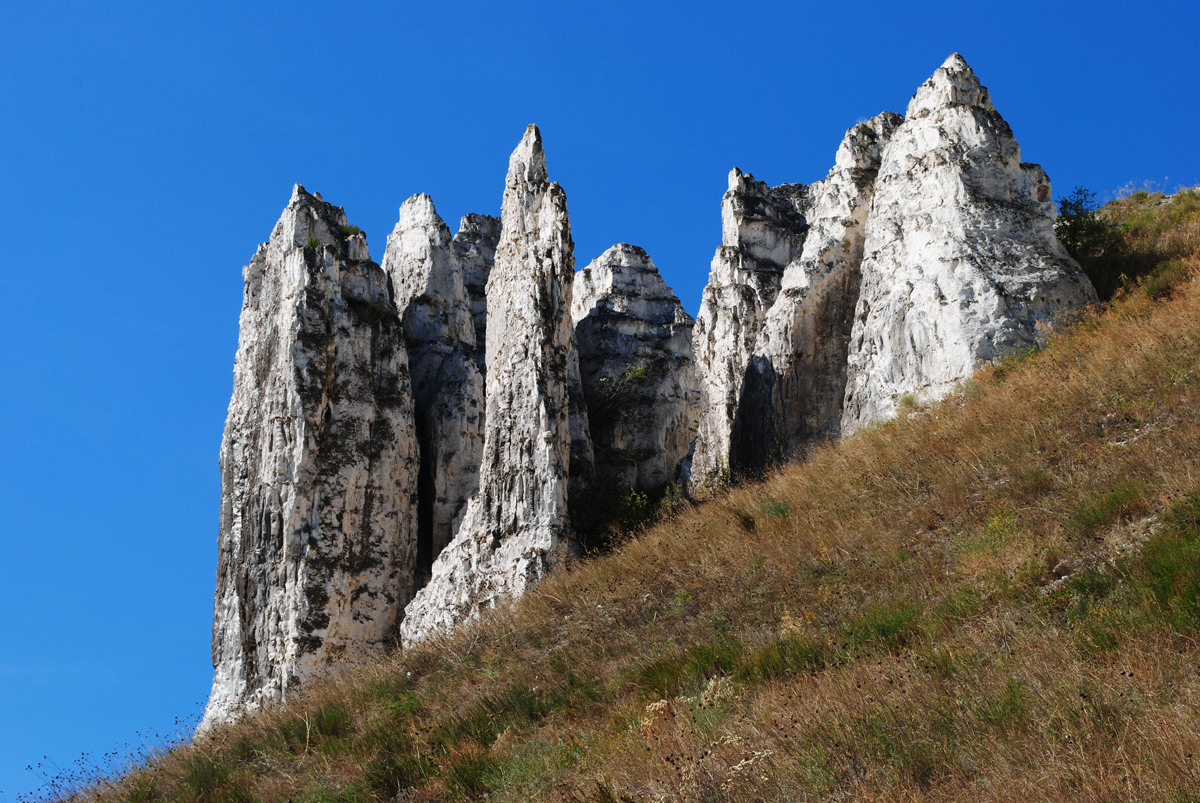
Верхнемеловое скалообразное обнажение возле села Белокузьминовка

Геологическое обнажение — выход на поверхность Земли коренных горных пород. Изучается в геологии. Может быть как природного, так и искусственного происхождения. Поскольку обнажения дают непосредственный доступ к породам в их неповреждённом виде, они имеют большое значение для исследований и широко используются при геологической съёмке.

## Описание
Природные обнажения могут быть результатом эрозии — водной, ветровой или ледниковой — а также осыпания рыхлых пород под действием силы тяжести. Такие обнажения обычно встречаются по берегам рек, на склонах оврагов и хребтов. Нередки они и на дне океана — на хребтах, крутых участках материковых склонов, желобов и разломов.
Искусственные обнажения горных пород могут быть созданы намеренно или образовываться как побочный эффект при различных горных работах (создании выемок, канав, карьеров и др.).

## Галерея

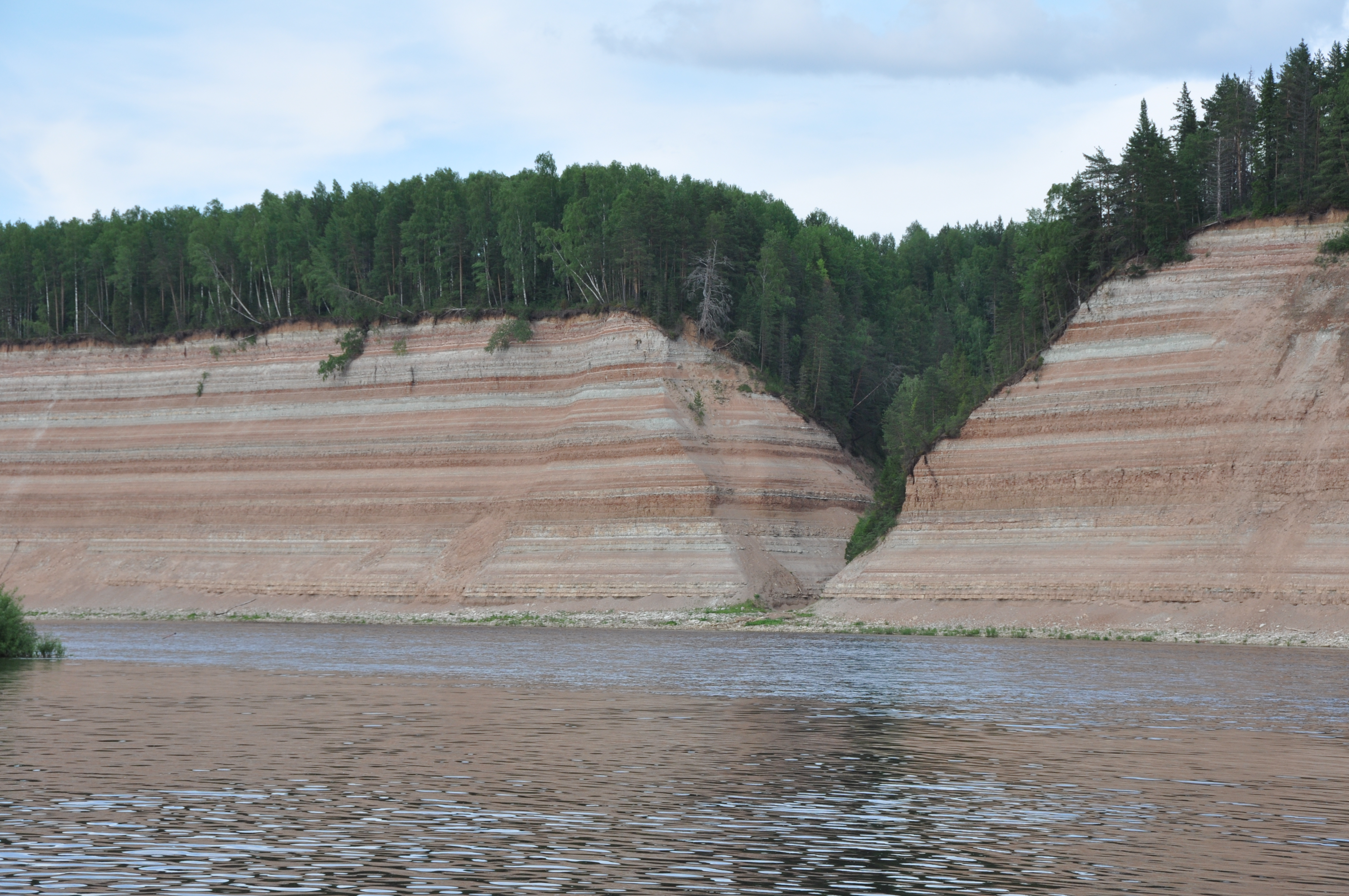
Геологическое обнажение Опоки на реке Сухоне в Вологодской области. В обрыве высотой около 60 метров и крутизной до 70 градусов переслаиваются мергели и глины различного цвета.
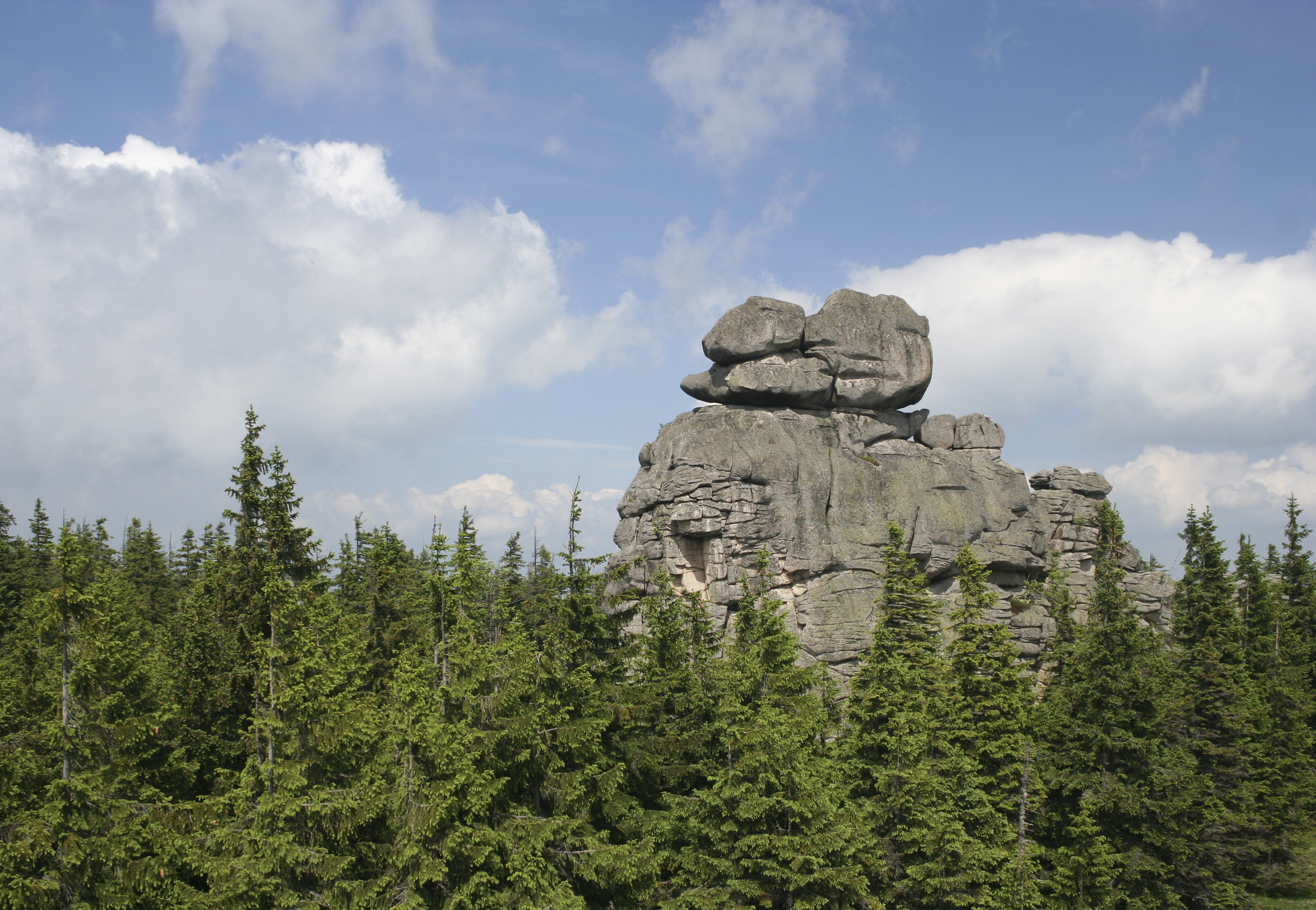
Геологическое обнажение в лесу Польши